# Julian W. Koenig

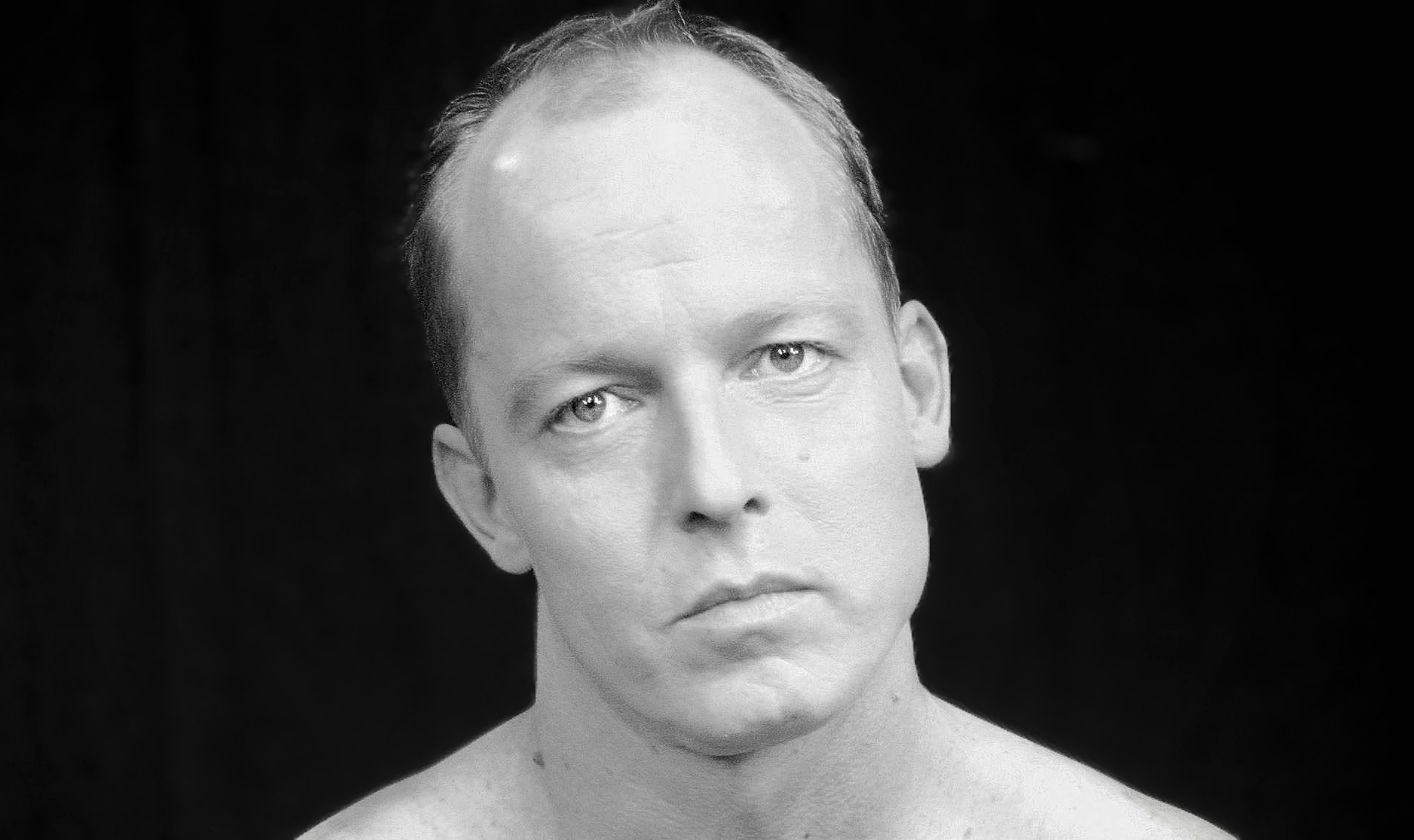
Julian W. Koenig, 2005

Julian W. Koenig (* 22. Januar 1967 als Julian König in Frankfurt am Main) ist ein freier deutscher Theaterschauspieler und Regisseur. Er ist seit über 30 Jahren auf deutschen Theaterbühnen in mittlerweile über hundert Produktionen zu sehen gewesen.

## Leben
Koenig wuchs im Frankfurter Westend als Sohn der Fachärztin für Allgemeinmedizin Erika Koenig-Dennerlein und Siegfried Koenig auf. Sein Bruder Linus Koenig ist künstlerischer Leiter der Landungsbrücken Frankfurt.  Nach dem Besuch der Engelbert-Humperdinck-Grundschule und dem Abitur 1987 an der Ernst-Reuter-Schule studierte Koenig von 1990 bis 1993 unter Michael Przybilla Schauspiel und Musical an der Stage and Musical School Frankfurt und legte im September 1993 seine Bühnenreifeprüfung als Schauspieler und Musical-Darsteller ab. 1998 kehrte er nochmal an die Stage and Musical School zurück und gab dort bis 2001 Schauspielunterricht. 
Koenig schlug die Schauspiellaufbahn ein und war zunächst an zahlreichen freien Theatern, vornehmlich im Frankfurter Rhein-Main-Gebiet, tätig. Nach mehreren Gastspielen am Sandkorn-Theater in den frühen 2000er Jahren zog er 2005 in die Karlsruher Südstadt.  Zwischen 2014 und 2017 übernahm er die interkulturelle, sozial- und theaterpädagogische Betreuung und Leitung des Hörspiel-Projektes „Stimmen aus Mühlburg“ im CJD. Mit Geflüchteten und benachteiligten Kindern produzierte er mehrere Hörspiele, die im Karlsruher Querfunk ausgestrahlt wurden. Nach kurzer Krankheitspause 2022 kehrte er 2023 mit dem Woyzeck von Georg Büchner auf die Theaterbühne zurück. Julian W. Koenig lebt momentan abwechselnd in Frankfurt am Main, Karlsruhe und Plestin-Les-Greves.

## Engagements
- 1994–1998 Schauspieler Die Dramatische Bühne[4]
- 1998–2001 Schauspiellehrer Stage and Musical School
- 2001–2005 Schauspieler Mainzer Kammerspiele
- 2005–2007 Schauspieler und Regisseur Sandkorn-Theater
- 2008 – heute Schauspieler Die Dramatische Bühne[4]
- 2008–2022 Schauspieler[5] und Regisseur[6] Landungsbrücken Frankfurt
- 2015–2022 Schauspieler Kortmann und Konsorten[7]
- 2017 – heute Schauspieler Stalburg-Theater[8]
- 2018 – Heute Schauspieler/Theaterpädagoge Theater mobile Spiele

## Produktionen als Schauspieler (Auswahl)

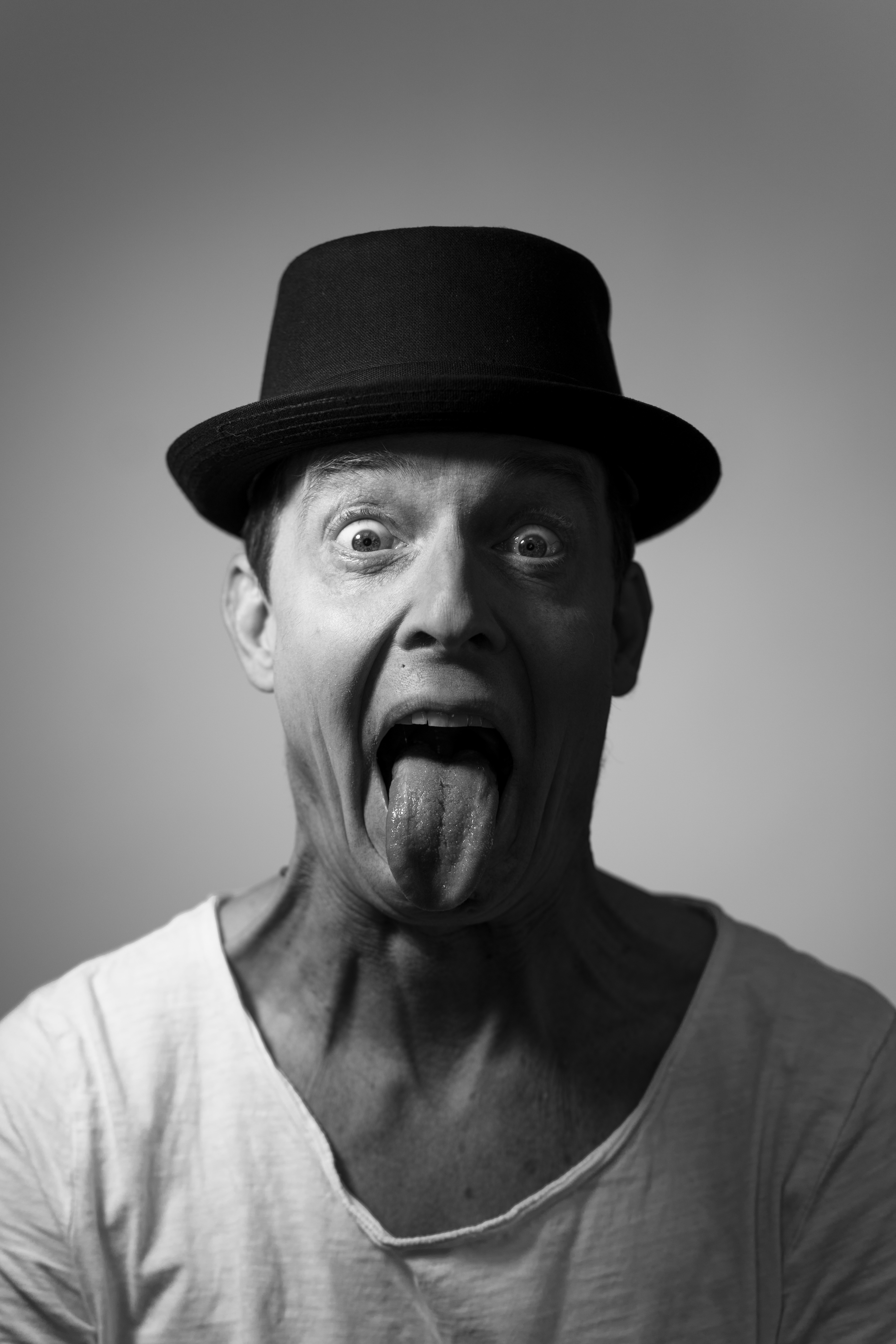
Julian W. Koenig, 2019

- 1988: Canoris in Tote ohne Begräbnis von Jean-Paul Sartre, Kellertheater Frankfurt, Regie: Ensemble[9]
- 1989: Sergeant Trotter in Die Mausefalle von Agatha Christie, Theater Die Treppe, Regie: Wolff von Lindenau
- 1992: Hamlet in Die Hamletmaschine von Heiner Müller, Volksbildungsheim, Regie: Michael Przybilla
- 1993: Taschenbier in Eine Woche voller Samstage von Paul Maar, Die Katakombe Frankfurt, Regie: Carola Moritz
- 1994: Van Helsing in Nosferatu nach Bram Stoker, Die Dramatische Bühne, Regie: Thorsten Morawietz
- 1995: Der Mieter in Der Mieter von Roland Topor, Die Dramatische Bühne, Regie: Thorsten Morawietz
- 1996: Mozart in Amadeus von Peter Shaffer, Die Dramatische Bühne, Regie: Thorsten Morawietz
- 1997: Quasimodo in Der Glöckner von Notre Dame von Victor Hugo, Die Dramatische Bühne, Regie: Thorsten Morawietz
- 1998: Cyrano de Bergerac in Cyrano de Bergerac von Edmond Rostand, Die Dramatische Bühne, Regie: Thorsten Morawietz
- 1999: Hamlet in Hamlet von William Shakespeare, Die Dramatische Bühne, Regie: Thorsten Morawietz
- 2000: Mr. Orange in Was geschah mit Mr. Pink von Quentin Tarantino, Mainzer Kammerspiele, Regie: Tom Peifer[10]
- 2001: Faust / Mephisto in Faust von Goethe, Sandkorn-Theater, Regie: Arne Dechow
- 2002: Starbuck in Der Regenmacher von N. Richerd Nash, Sandkorn-Theater, Regie: Steffi Lackner
- 2002: Siegfried in Die Nibelungen II Kriemhilds Rache, Theater Willy Praml, Regie: Willy Praml[11]
- 2003: Leicester in Maria Stuart von Friedrich Schiller, Theater Willy Praml, Regie: Willy Praml
- 2003: Rick in Killing Time von Richard Stockwell, Sandkorn-Theater, Regie: Steffi Lackner
- 2003: Lucky in Eins auf die Fresse von Rainer Hachfeld, Sandkorn-Theater, Regie: Frank Landua
- 2004: Chiffon in Der kleine Horrorladen von Frank Oz, Sandkorn-Theater, Regie: Fritzdieter Gerhards
- 2004: Monostatos in Eine kleine Zauberflöte nach Wolfgang Amadeus Mozart, Sandkorn-Theater, Regie: Frank Landua
- 2005: Edgar in Fuffzich von Harald Hurst, Sandkorn-Theater, Regie: Siegfried Kreiner
- 2005: Lohmann in Professor Unrat von Heinrich Mann, Sandkorn-Theater, Regie: Fritzdieter Gerhards
- 2007: Geert von Innstetten in Effi Briest von Theodor Fontane, Sandkorn-Theater, Regie: Victor Carcu
- 2007: Filotti in Don Camillo und Peppone von Giovannino Guareschi, Sandkorn-Theater, Regie: Fritzdieter Gerhards
- 2008: Fritz Haarmann in Der Totmacher von Romuald Karmakar, Landungsbrücken Frankfurt, Regie: Linus Koenig / Julian W. Koenig
- 2008: Malvolio / Orsino in Was Ihr wollt von William Shakespeare, Die Dramatische Bühne, Regie: Thorsten Morawietz
- 2009: Herzkönigin in Alice im Wunderland von Lewis Caroll, Die Dramatische Bühne, Regie: Thorsten Morawietz
- 2011: Jack Torrence in Shining von Stephen King, Die Dramatische Bühne, Regie: Thorsten Morawietz
- 2012: Lear in King Lear von William Shakespeare, Die Dramatische Bühne, Regie: Thorsten Morawietz
- 2013: Gollum / Gandalf in Der Hobbit nach J. R. R. Tolkien, Die Dramatische Bühne, Regie: Thorsten Morawietz
- 2015: Norman Bates in Psycho von Alfred Hitchcock, Die Dramatische Bühne, Regie: Thorsten Morawietz
- 2016: Werther in Die Leiden des jungen Werther von Johann Wolfgang von Goethe, Die Dramatische Bühne, Regie: Thorsten Morawietz
- 2016: Felix Krull in Die Bekenntnisse des Hochstaplers Felix Krull von Thomas Mann, Die Dramatische Bühne, Regie: Thorsten Morawietz
- 2017: Mehrfachrolle in Pärchenabend von Alexandra Maxeiner, Stalburg Theater, Regie: Katja Lehmann[12]
- 2017: Hendrik Höfgen in Mephisto von Klaus Mann, Landungsbrücken Frankfurt, Regie: Linus Koenig
- 2017: Ritter Rost in Ritter Rost ist krank von Jörg Hilbert, Landungsbrücken Frankfurt, Regie: Michaela Conrad
- 2018: Harry Haller in hesse.steppenwolf von Hermann Hesse, Theater mobile Spiele, Regie: Thorsten Kreilos[13]
- 2021: Ian in Zerbombt von Sarah Kane, Landungsbrücken Frankfurt, Regie: Linus Koenig / Felix Bieske
- 2021: Queequeg in Moby Dick von Herman Melville, Die Dramatische Bühne, Regie: Thorsten Morawietz
- 2023: Woyzeck in Woyzeck von Georg Büchner, Theater mobile Spiele, Regie: Thorsten Kreilos[14]

Quellen: Die Dramatische Bühne Sandkorn-Theater Landungsbrücken Frankfurt Kortmann und Konsorten u. a.

## Produktionen als Regisseur (Auswahl)
- 2003: Kain von Friedrich Koffka, Theater 695
- 2004: Clockwork Orange nach Anthony Burgess, Landungsbrücken Frankfurt
- 2005: Und dann gabs keines mehr von Agatha Christie, Theater Die Helden[19]
- 2006: Herren im Bad von Vicco von Bülow, Sandkorn-Theater
- 2007: Kabale und Liebe von Friedrich Schiller, Sandkorn-Theater
- 2008: Der Totmacher von Romuald Karmakar, Landungsbrücken Frankfurt
- 2009: Zwei wie Bonnie und Clyde, Kleine Komödie Thespiskarren
- 2010: Sturmfrei von Jochen Till, Landungsbrücken Frankfurt
- 2011: Tour de Farce von Philip Lazebnik und Kingsley Day, Mainzer Kammerspiele
- 2012: Keinohrhasen von Anika Decker und Til Schweiger, Sandkorn-Theater
- 2013: Sekretärinnen von Franz Wittenbrink, Sandkorn-Theater
- 2014: Der dressierte Mann von John von Düffel, Sandkorn-Theater
- 2016: Pension Schöller von Stefan Vögel und Peter Uwira, Sandkorn-Theater